# Kerk van Nieuw-Beerta

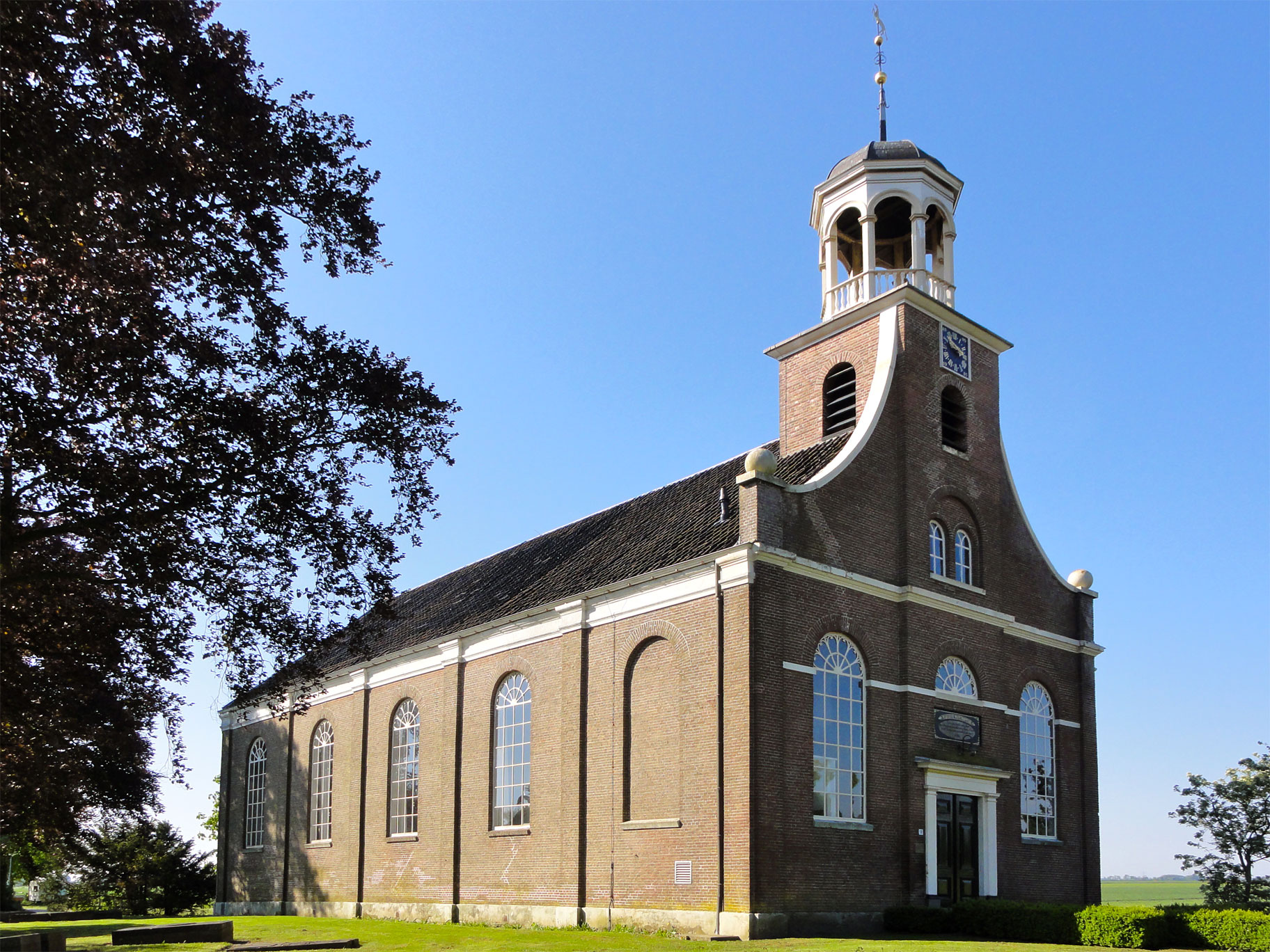
De Waterstaatskerk van Nieuw-Beerta

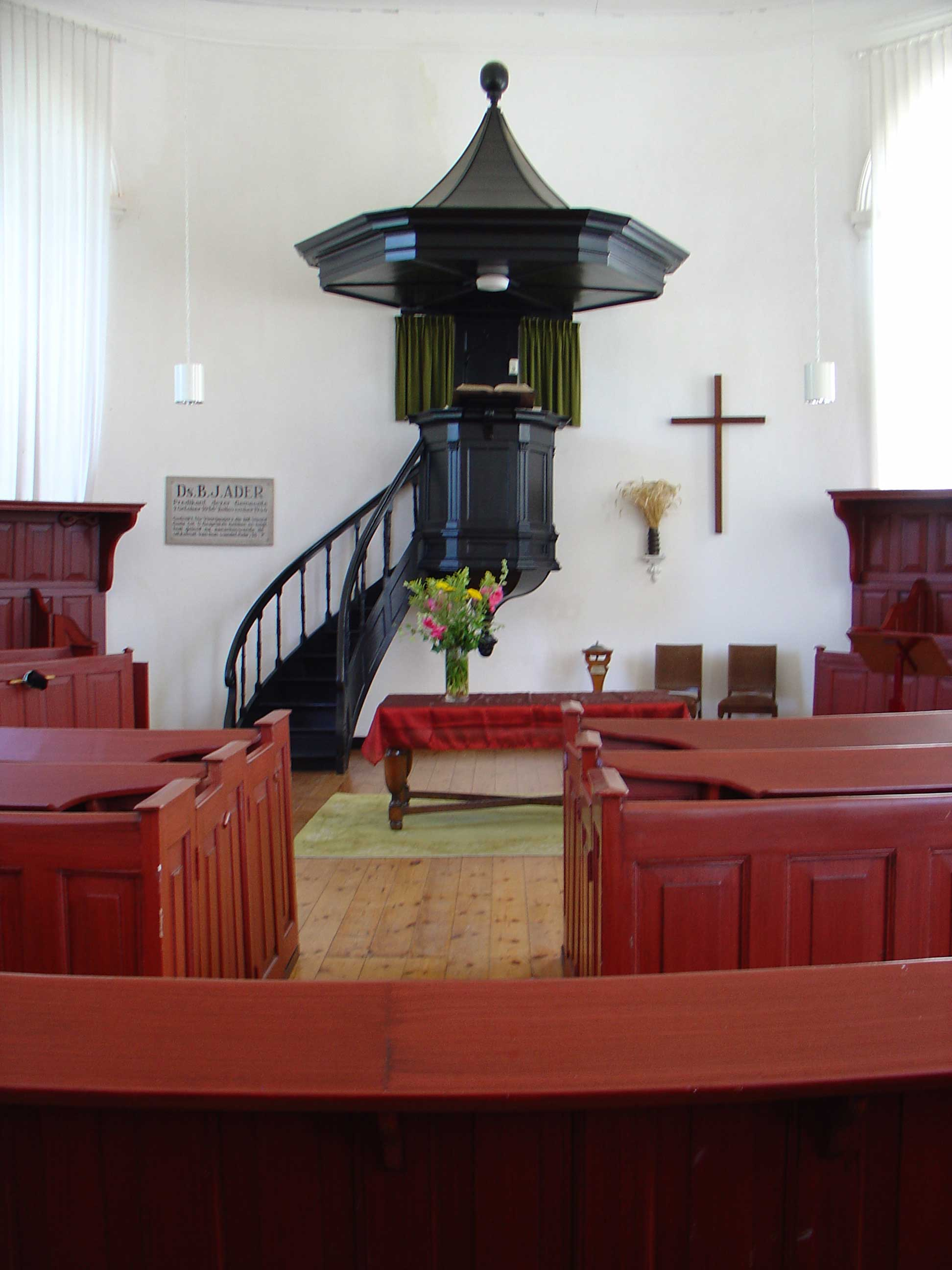
Interieur van de kerk met herdenkingsbord voor ds B.J. Ader

De hervormde kerk van Nieuw-Beerta is gebouwd in 1856. Het nieuwe gebouw verving een in de 17e eeuw gebouwde kerk in deze plaats.
De kerk is een zogenaamde waterstaatskerk en behoort daarmee tot de kerken in Nederland, die in de periode tussen 1824 en 1875 zijn gebouwd met steun van de rijksoverheid. De ingenieurs van het ministerie van Waterstaat controleerden de plannen en de bouw en dienden daarvoor ook goedkeuring te verlenen. Vandaar de naam waterstaatskerk.
Het kerkorgel is in 1857 gebouwd door Willem Hardorff en in 1951 gerestaureerd door H. Vegter. In 1992 ontstond enige commotie door onoordeelkundige reparaties aan het orgel in opdracht van het toenmalige kerkbestuur, maar die werden door ingrijpen van de Rijksdienst voor de Monumentenzorg stilgelegd. Het kerkbestuur droeg uiteindelijk het kerkgebouw met de inventaris over aan de Stichting Oude Groninger Kerken.  

## Bastiaan Jan Ader
Vanaf 1938 was Bastiaan Jan Ader (1909-1944) predikant van de hervormde kerk van Nieuw Beerta. Hij verleende tijdens de Tweede Wereldoorlog hulp aan joden, onderduikers en piloten. Voor zijn verzetsactiviteiten werd hij door de Duitsers gefusilleerd. Zijn vrouw Johanna Adriana Ader-Appels (1906-1994) zette zijn verzetswerk voort. Zij werd na de oorlog evangelist in de omgeving van Nieuw-Beerta. Over de oorlogsperiode schreef zij in 1947 een boek.